# Parc Nacional d'Iguazú
|  | Per al seu homòleg brasiler, vegeu Parc Nacional de l'Iguaçu. |

El Parc Nacional d'Iguazú (en castellà: Parque Nacional Iguazú) va ser creat el 1934 per preservar una de les majors belleses naturals de l'Argentina, i amb l'objectiu de conservar les cascades de l'Iguaçú, així com la biodiversitat que les envolta. Localitzat al nord de la província de Misiones, conté una superfície aproximada de 67.000 ha i es troba a 17 km de Puerto Iguazú. Aquest parc es complementa amb el seu homònim brasiler, el Parque Nacional do Iguaçu. Està inscrit en la llista del Patrimoni de la Humanitat de la UNESCO des del 1984.

## Història
L'àrea del parc va ser habitada des de fa 10.000 anys pels caçadors-recol·lectors de la cultura Eldoradense, que van ser desplaçats al voltant de l'any 1000 pels guaranís, que van portar noves tecnologies agrícoles, i van ser desplaçats al seu torn pels conqueridors espanyols i portuguesos al segle xvi, encara que el seu llegat segueix viu en aquesta àrea (el nom del parc i el del riu són guaranís: y guasu "aigua gran"). El primer europeu a visitar la zona va ser Álvar Núñez Cabeza de Vaca, el 1542, i després per missions jesuïtes el 1609.

## Flora i fauna
El parc es troba dins de l'ecoregió de l'Alt Paraná-boscos de l'Atlàntic.
La fauna del parc inclou diverses espècies rares i amenaçades: jaguar, jaguarundi, tapir amazònic, ocelot, tirica, formiguer gegant, la pipile jacutinga, l'àguila harpia i el caiman cocodril. També es poden trobar aus com el falciot de cascada, mamífers com el coatí, i una diversitat de papallones. L'amazona vinacea, anomenat així pel seu plomatge de color vi, ocasionalment es troba en aquest parc.
El riu Iguaçu desemboca al riu Paranà 23 quilòmetres més enllà de les cascades, després d'un curs de 1.320 quilòmetres. Dins del parc, arriba fins a 1.500 m d'ample i gira primer cap al sud,i després cap al nord, formant una àmplia forma d'U. Les seves ribes estan densament poblades per arbres, incloent-hi el seibo, que és la flor nacional de l'Argentina. La flora del parc també inclou el lapacho negre i el lapacho groc (família Bignoniaceae), així com arbres de margalló i el pau rosa de 40 metres d'altura (família Apocynaceae).